# ブラバント管弦楽団
ブラバント管弦楽団 (蘭: Brabants Orkest) は、オランダに存在したオーケストラ。

## 沿革・概要
1950年創立。同年5月6日にスヘルトーヘンボスで旗揚げ公演が行われた。1983年から存命の作曲家にスポットライトを当てた「作曲家のポートレート」と題するコンサートを開始し、2004年からは地元の小学校でのコンサートも行うようになった。2013年4月付でリンブルフ交響楽団と合併して南ネーデルランド・フィルハーモニー管弦楽団に改組される形で消滅した。

## 歴代首席指揮者
- ハイン・ヨルダンス(Hein Jordans) (1950-1979年)
- ルーカス・フィス(Lucas Vis) (1979-1983)
- アンドレ・ヴァンデルノート (1979-1983年)
- ルロフ・ヴァン・ドリーステン(Roelof van Driesten) (1985-1986年)
- アールパード・ヨー (1991-1994年)
- ハインツ・フリーセン(Heinz Friesen) (1991-1994年)
- マルク・スーストロ (1995-2006年)
- アラン・ブリバエフ (2008-2012年)